# Stureplan

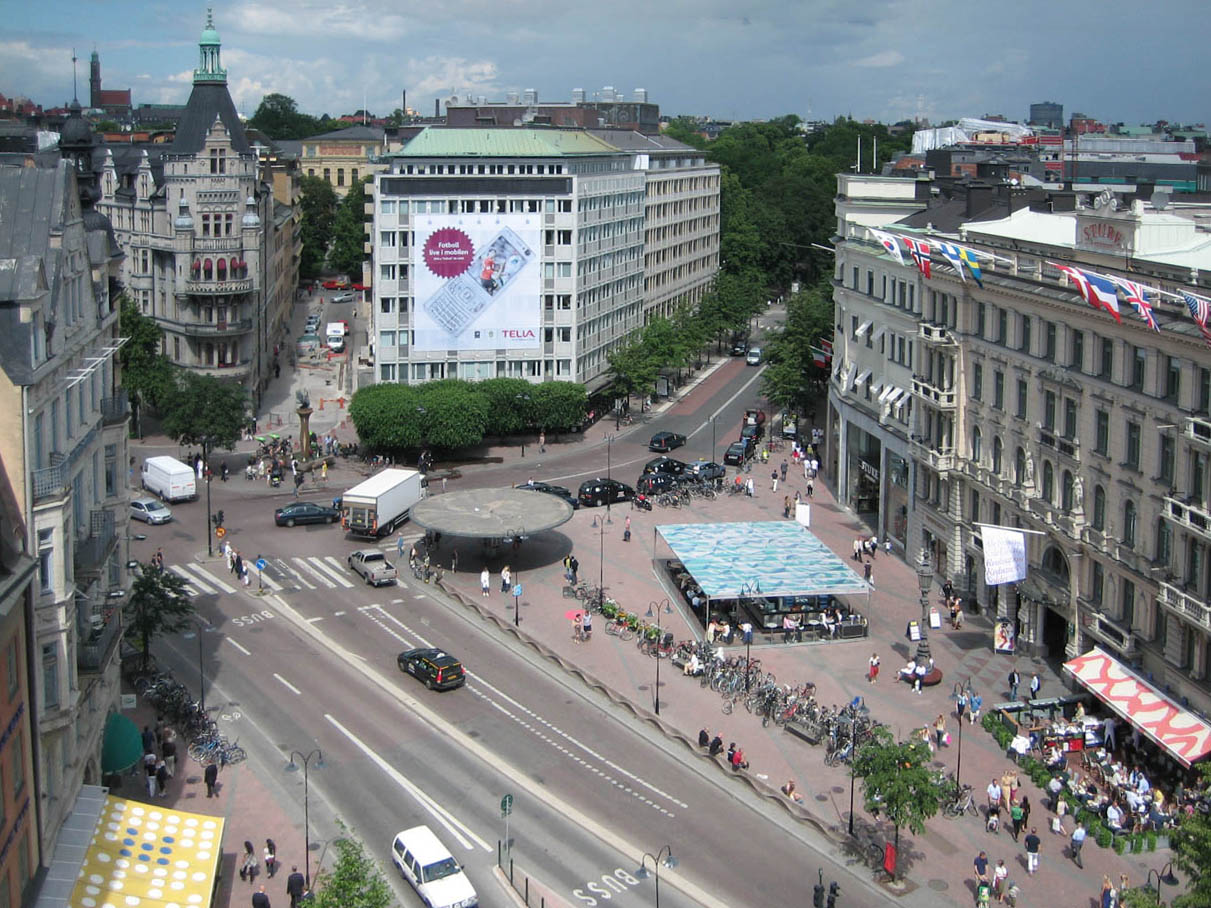
Stureplan, 2007.

Stureplan corresponden a una plaza y un barrio en el centro de Estocolmo, entre Norrmalm y Östermalm. 
Es conocido como la zona de diversión de los sectores de altos ingresos, con muchos restaurantes, discotecas, tiendas exclusivas. Es considerado como un lugar de fiesta para los jóvenes de clase alta, famosos, y los hijos de la familia real sueca.
Cerca de Stureplan se encuentra el parque Humlegården dónde se ubica la Biblioteca Real (Kungliga Biblioteket). 
En Stureplan esta la estación de metro Östermalmstorg.
Aledaña a la plaza se encuentra ubicada la embajada de Chile en Suecia.
- Datos: Q2261112
- Multimedia: Stureplan / Q2261112